# 入山功
入山 功（いりやま いさお）は、日本の元アマチュア野球選手（投手）。

## 経歴・人物
松山南高校を卒業した後に愛媛相互銀行に入行。
愛媛相互銀行に在籍しているときに、同年の1972年のドラフト会議で南海ホークスから8位指名を受けたが、入団に拒否し、チームに残留した。
1975年の都市対抗野球では、電電四国の補強選手として、出場する。翌年の都市対抗野球では、チームの初出場を果たし、大会優秀選手にも選ばれた。また、第3回社会人野球日本選手権大会にも出場した。